# Плаза, Обри
О́бри Кристина Пла́за (англ. Aubrey Christina Plaza; род. 26 июня 1984, Уилмингтон) — американская актриса и продюсер, номинантка на премии «Эмми» и «Золотой глобус», обладательница премии Гильдии киноактёров Америки. Наиболее известна по ролям в телесериалах «Парки и зоны отдыха» (2009—2015), «Легион» (2017—2019) и «Белый лотос» (2022), а также фильмам «Скотт Пилигрим против всех» и «Преступница Эмили».

## Биография
Родилась в Уилмингтоне, штат Делавэр. Её мать имеет ирландские и английские корни, а отец — пуэрториканец. Он работает консультантом по финансовым вопросам, а мать — адвокатом. Дочку родители назвали в честь песни «Aubrey» группы «Bread». У Обри есть две младшие сестры — Рене и Натали, последняя из которых послужила вдохновением для образа Эйприл Ладгейт, роль которой Плаза исполняет в сериале «Парки и зоны отдыха».
В 2016 году основала продюсерскую компанию Evil Hag Productions и выступила продюсером нескольких фильмов. В 2022 году стало известно, что Плаза готовит режиссёрский дебют.
В 2023 году Плаза, вместе со своей коллегой по сериалу «Белый лотос» Дженнифер Кулидж, была включена в список ТОП-100 самых влиятельных людей мира по версии издания Time.

## Личная жизнь

### Отношения
В 2016 году Плаза совершила каминг-аут как бисексуалка.
Плаза полтора года встречалась с актёром Майклом Сера, с которым познакомилась на съёмках фильма «Скотт Пилигрим против всех». По их собственному признанию, однажды они чуть не поженились в шутку, путешествуя по Лас-Вегасу.
В 2011 году Плаза начала встречаться со сценаристом и режиссёром Джеффом Бэеной, с которым познакомилась на вечере игр. 7 мая 2021 года, в день десятой годовщины отношений, Плаза и Баэна поженились. В сентябре 2024 года они расстались и Плаза переехала в Нью-Йорк, при этом они не были разведены официально и поддерживали отношения. 3 января 2025 года Баэна покончил жизнь самоубийством, повесившись у себя дома в Лос-Анджелесе, в возрасте 47 лет. Плаза отказалась от участия в 82-й церемонии вручения премии «Золотой глобус», состоявшейся двумя днями позднее, а 16 февраля стала ведущей части специального выпуска Saturday Night Live, посвящённого 50-летию, в ходе которого она отдала дань уважения Баэне, надев рубашку в стиле тай-дай, похожую на те, в которые они были одеты на их свадьбе.

### Здоровье
В 20 лет Плаза перенесла инсульт, который привёл к временному параличу и расстройству речи. Несколько лет спустя у неё случилась транзиторная ишемическая атака на съёмках сериала «Парки и зоны отдыха». Она рассказывала, что испытывает социальную тревожность.
Плаза, любительски занимающаяся баскетболом, дважды получала разрыв передней крестообразной связки: первый раз в середине 2010-х годов во время игры в любительской лиге, а второй — в 2024 году, когда участвовала в матче на выбывание перед Матчем всех звёзд женской НБА.

## Фильмография
| Год       |    | Русское название                                    | Оригинальное название                         | Роль                    |
| --------- | -- | --------------------------------------------------- | --------------------------------------------- | ----------------------- |
| 2009—2015 | с  | Парки и зоны отдыха                                 | Parks and Recreation                          | Эйприл Ладгейт          |
| 2009      | ф  | Тайная команда                                      | Mystery Team                                  | Келли Питерс            |
| 2009      | ф  | Приколисты                                          | Funny People                                  | Дейзи Денби             |
| 2010      | ф  | Скотт Пилигрим против всех                          | Scott Pilgrim vs. the World                   | Джули Пауэрс            |
| 2011      | ф  | Девушки в опасности                                 | Damsels in Distress                           | Дебби                   |
| 2011      | ф  | Однажды эта боль принесёт тебе пользу               | Someday This Pain Will Be Useful to You       | агент по недвижимости   |
| 2011      | ф  | 10 лет спустя                                       | 10 years                                      | Оливия                  |
| 2012      | ф  | Конец любви                                         | The End of Love                               | играет себя             |
| 2012      | ф  | Безопасность не гарантируется                       | Safety Not Guaranteed                         | Дариус                  |
| 2012      | ф  | Умопомрачительные фантазии Чарльза Свона — третьего | A Glimpse Inside the Mind of Charles Swan III | Марни                   |
| 2013—2014 | мс | Легенда о Корре                                     | The Legend of Korra                           | Эска                    |
| 2013      | мф | Университет монстров                                | Monsters University                           | Клэр Уилер              |
| 2013      | ф  | С кем переспать?!!                                  | The To Do List                                | Бренди Кларк            |
| 2013      | ф  | Опасная иллюзия                                     | Charlie Countryman                            | Эшли                    |
| 2014      | ф  | Если твоя девушка — зомби                           | Life After Beth                               | Бет Слокам              |
| 2014      | ф  | Про Алекса                                          | About Alex                                    | Сара                    |
| 2014      | ф  | Нед Райфл                                           | Ned Rifle                                     | Сьюзен                  |
| 2014      | ф  | Сердце вдребезги                                    | Playing It Cool                               | Мэллори                 |
| 2014—2015 | с  | Добро пожаловать в Швецию                           | Welcome to Sweden                             | играет себя             |
| 2015      | тф | Худшее Рождество Сердитой кошки                     | Grumpy Cat’s Worst Christmas Ever             | Сердитая кошка          |
| 2015      | ф  | Фресно                                              | Addicted to Fresno                            | Келли                   |
| 2015      | ф  | Неровная земля                                      | The Driftless Area                            | Джин                    |
| 2016      | ф  | Дедушка лёгкого поведения                           | Dirty Grandpa                                 | Ленор                   |
| 2016      | ф  | Джоши                                               | Joshy                                         | Джен                    |
| 2016      | мс | Губка Боб Квадратные Штаны                          | SpongeBob SquarePants                         | Ноктюрна                |
| 2016      | ф  | Свадебный угар                                      | Mike and Dave Need Wedding Dates              | Татьяна                 |
| 2016—2020 | с  | Мыслить как преступник                              | Criminal minds                                | Кэт Адамс               |
| 2017      | ф  | Малые часы                                          | The Little Hours                              | Фернанда                |
| 2017      | ф  | Ингрид едет на Запад                                | Ingrid Goes West                              | Ингрид Торберн          |
| 2017      | с  | Проще простого                                      | Easy                                          | Линдси                  |
| 2017—2019 | с  | Легион                                              | Legion                                        | Ленни Баскер            |
| 2018      | ф  | Вечер с Беверли Лафф Линн                           | An Evening with Beverly Luff Linn             | Лулу Денджер            |
| 2019      | ф  | Детские игры                                        | Child’s Play                                  | Карен Барклай           |
| 2020      | ф  | Чёрный медведь                                      | Black Bear                                    | Эллисон                 |
| 2020      | ф  | Самый счастливый сезон                              | Happiest Season                               | Райли                   |
| 2021      | ф  | Бестселлер                                          | Best Sellers                                  | Люси Стэнбридж          |
| 2021      | ф  | Король-рыцарь                                       | King Knight                                   | шишка                   |
| 2022      | ф  | Преступница Эмили                                   | Emily the Criminal                            | Эмили Бенетто           |
| 2022      | ф  | Крути меня                                          | Spin Me Round                                 | Кэт                     |
| 2022      | с  | Белый лотос                                         | The White Lotus                               | Харпер Спиллер          |
| 2022      | мс | Симпсоны                                            | The Simpsons                                  | Эмбер Даффмен           |
| 2023      | ф  | Операция «Фортуна»: Искусство побеждать             | Operation Fortune: Ruse de guerre             | Сара Фидель             |
| 2024      | ф  | Моя старая задница                                  | My Old Ass                                    | взрослая Эллиот ЛаБрант |
| 2024      | ф  | Мегалополис                                         | Megalopolis                                   | Вау Платинум            |
| 2024      | с  | Это всё Агата                                       | Agatha All Along                              | Рио Видаль              |
| 2025      | ф  | Друзья-животные                                     | Animal Friends                                |                         |
|           | ф  | Милая, не надо!                                     | Honey Don’t!                                  |                         |